# Сборная Гватемалы по футболу
Сборная Гватемалы по футболу (исп. Selección de fútbol de Guatemala) — национальная футбольная сборная, представляющая Гватемалу на международных футбольных матчах. Контролируется Национальной федерацией футбола Гватемалы. Основана в 1919 году, вступила в ФИФА в 1946 году. Член КОНКАКАФ с 1961 года.
Сборная Гватемалы трижды участвовала в олимпийских футбольных турнирах на летних Олимпийских играх 1968, 1976 и 1988 годов. Сборная ни разу не участвовала на чемпионатах мира, но четыре раза достигала финальной стадии отборочного турнира.
Гватемала выиграла Чемпионат наций КОНКАКАФ 1967 (с 1991 года известным под названием Золотой кубок КОНКАКАФ) и Кубок наций Центральной Америки 2001. Сборная Гватемалы также завоевала серебряную медаль на Панамериканских играх 1983 года. Наилучшим показателем сборной в рейтинге ФИФА было 50 место в августе 2006 года.

## Чемпионат мира
- 1930 — 1954 — не была членом ФИФА
- 1958 — 1962 — не прошла квалификацию
- 1966 — заявка не была принята[2]
- 1970 — 2022 — не прошла квалификацию

## Золотой кубок КОНКАКАФ
| - 1963 — групповой этап - 1965 — 4-е место - 1967 — чемпион - 1969 — 2-е место - 1971 — не прошла квалификацию - 1973 — 5-е место - 1977 — 5-е место - 1981 — не прошла квалификацию - 1985 — групповой этап - 1989 — 4-е место - 1991 — групповой этап - 1993 — не участвовала | - 1996 — 4-е место - 1998 — групповой этап - 2000 — групповой этап - 2002 — групповой этап - 2003 — групповой этап - 2005 — групповой этап - 2007 — 1/4 финала - 2009 — не участвовала - 2011 — 1/4 финала - 2013 — не прошла квалификацию - 2015 — групповой этап - 2021 — групповой этап - 2023 — 1/4 финала - 2025 — 3-е место |

## Центральноамериканский кубок
| - 1991 — 3-е место - 1993 — не участвовала - 1995 — 2-е место - 1997 — 2-е место - 1999 — 2-е место - 2001 — чемпион - 2003 — 2-е место | - 2005 — 3-е место - 2007 — 3-е место - 2009 — групповой этап - 2011 — 5-е место - 2013 — 6-е место - 2014 — 2-е место - 2017 — дисквалифицирована ФИФА |

## Футбол на Олимпийских играх
| - 1896 — 1924 — не участвовала - 1928 — 1964 — не прошла квалификацию - 1968 — 1/4 финала, 6-е место - 1972 — не прошла квалификацию | - 1976 — групповой этап - 1980 — 1984 — не прошла квалификацию - 1988 — групповой этап - 1992 — 2016 — не прошла квалификацию |

## Форма

### Домашняя
| 2006 | 2008 | КОНКАКАФ 2015 | 2019 | КОНКАКАФ 2021 | КОНКАКАФ 2023 |

### Гостевая
| 2006 | 2008 | КОНКАКАФ 2015 | 2019 | КОНКАКАФ 2021 | КОНКАКАФ 2023 |

### Резервная
| 2023 |

Источники:,